# Alice Perrersová
Alice Perrersová, rodným jménem Alice Perrers (1348–1400), byla anglická dvorní dáma a milenka krále Eduarda III.

## Život
Pocházela z urozené rodiny, její otec byl šerif hrabství Hertfordshire, roku 1350 byl však sesazen a uvězněn pro spory s opatstvím v St. Albans. Alice se roku 1362 stala jednou ze společnic královny Filipy z Hainaultu. Krátce nato navázala intimní poměr s panovníkem a porodila mu tři nelegitimní potomky. Po smrti královny v roce 1369 se její vliv na stárnoucího Eduarda stal prakticky neomezeným: Alice měla hlavní slovo ve státních záležitostech, díky tomu nashromáždila majetek v hodnotě přesahující dvacet tisíc liber a vlastnila padesát šest domů po celé Anglii. Jako jediná žena své doby zasedala u soudních procesů, vehementně podporovala ctižádostivého Jana z Gentu. V roce 1375 uzavřela politický sňatek s výrazně starším šlechticem Williamem Windsorem, který se na její naléhání stal místodržitelem v Irsku. Své bohatství dávala okázale najevo drahými oděvy a šperky, což vedlo k její značné neoblíbenosti a obviněním z čarodějnictví. Po smrti Eduarda III. proto rozhodl parlament o vypovězení Alice Perrersové ze země; později jí byl povolen návrat, ale původního postavení už nedosáhla.
Zemřela ve věku 52 let na svém sídle v Upminsteru, její hrob se nedochoval.

## Ohlasy v literatuře
Ve svém díle se o Alice Perrersové zmiňují Geoffrey Chaucer a William Langland; později zpracovaly beletristicky její osudy spisovatelky Emma Campionová, Rebecca Gablé, Vanora Bennettová a Anne O'Brienová (Králova konkubína).